# 아난케 (신화)

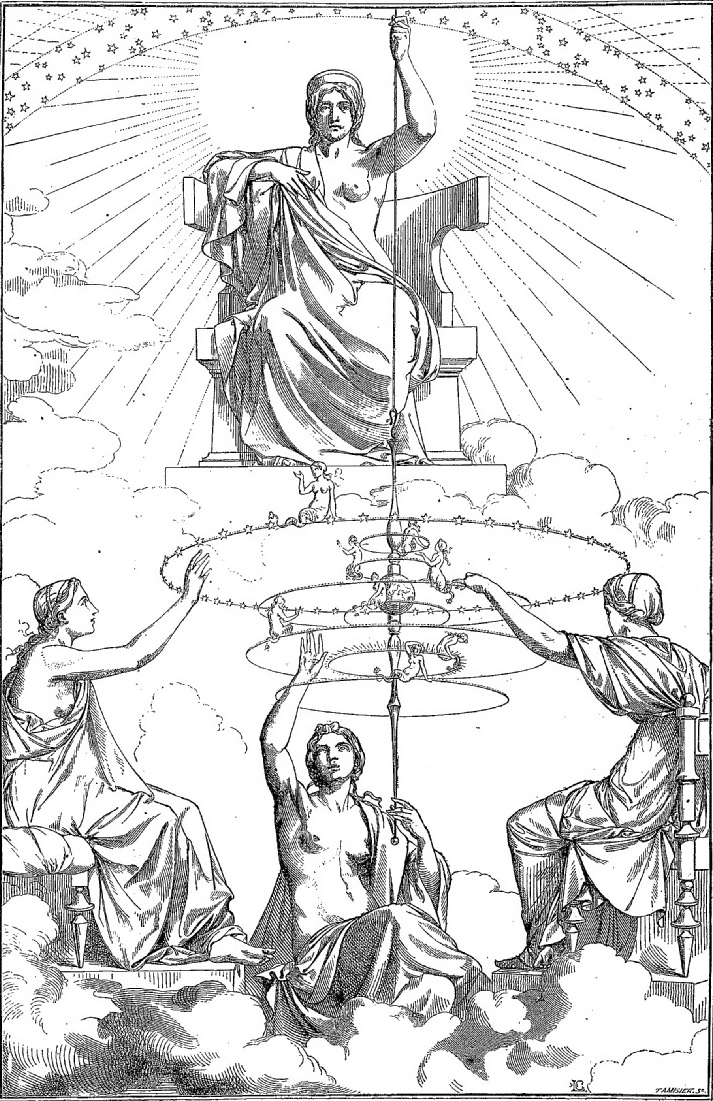
아난케

아난케(Ἀνάγκη, Anankē)는 그리스 신화의 여신으로 운명, 불변의 필연성, 숙명이 의인화 된 것이다. 로마 신화에선 네케시타스(Necessitas)로 불린다.
아난케는 아드라스테이아나 모이라이의 어머니로 여겨지기도 한다. 아난케가 숭경되게 된 것은, 오르페우스교가 창시 되고 나서이다.
아난케의 이름을 쓴 노트르담 대성당의 낙서는 유명하게 되어, 빅토르 위고의 소설에 영감을 주었다. 이 외, 목성의 위성 아난케의 유래이기도 하다.
그녀의 부모님에 대해서는 딱히 밝혀진 바가 없으나 설에 따르면 그녀의 부모님은 카오스와 가이아로 많이 추정한다. 그녀가 태초의 여신이나 가장 많이 알려진 사실로는 가이아의 딸이라는 점이다. 또한 그녀는 아이테르의 어머니라고도 추측하고 있다.